# Ханштет (Округ Илцен)
Ханштет (њем. Hanstedt) општина је у њемачкој савезној држави Доња Саксонија. Једно је од 29 општинских средишта округа Илцен. Према процјени из 2010. у општини је живјело 921 становника. Посједује регионалну шифру (AGS) 3360010.

## Географски и демографски подаци
Ханштет се налази у савезној држави Доња Саксонија у округу Илцен. Општина се налази на надморској висини од 61 метра. Површина општине износи 55,3 km². У самом мјесту је, према процјени из 2010. године, живјело 921 становника. Просјечна густина становништва износи 17 становника/km².